# Vila (futebolista)
Jason Dracon Brochado Filho (Belém, 12 de fevereiro de 1940), mais conhecido como Vila, é um ex-futebolista brasileiro que jogava como ponta-direita. É o nono maior artilheiro do Paysandu, com exatos cem gols, onze deles no clássico Re-Pa. Foi oito vezes campeão pelo clube ao longo das décadas de 1960 e de 1970, participando de algumas das maiores linhas de ataque do time, acompanhando dentre outros Carlos Alberto Urubu, Ércio e Bené, todos entre os dez maiores artilheiros alviazuis.
Vila, que chegou a ser o sétimo maior goleador do "Papão" (foi depois superado por Cabinho, o atual quinto, e por Zé Augusto, o atual sétimo), segue no Paysandu atualmente, como um dos "beneméritos atletas" do Conselho Deliberativo do clube. Como jogador, era bastante disciplinado, não havendo registros de expulsões, embora não pudesse receber o Prêmio Belfort Duarte (oferecido a quem completava dez anos sem ser expulso) por não existir arquivo de súmulas na Federação Paraense de Futebol na época.

## Carreira

### Inícios e Júlio César
Seu apelido surgiu na família, por ele assiduamente frequentar partidas de futebol em uma vila no seu bairro da Pedreira. Sua primeira equipe chamou-se São Raimundo e era daquele bairro. Dali passou ao Estrela do Mar, onde foi descoberto por Arleto Guedes, destacado jogador do Paysandu na década de 1940, e que em 1959 havia treinado a seleção paraense no Campeonato Brasileiro de Seleções Estaduais. Arleto o convenceu a se profissionalizar no Júlio César.
Vila apareceu no time principal do "Julico" em 1960. Embora profissional, não havia salários fixos: a remuneração vinha de "bichos" em caso de vitória. O clube contava com Abimael e Macaco, antigos colegas de Vila no Estrela do Mar. Vila esteve no empate em 1–1 arrancado pelo Júlio César contra o Remo, pelo estadual daquele ano, conquistado pelo oponente. O Júlio César, por sua vez, faturou o Torneio Início.
O Júlio César continuou conseguindo bons resultados contra os grandes na época. O estadual de 1961 foi vencido pelo Paysandu, mas após uma campanha acidentada, com pontos perdidos contra times menores e uso de três treinadores diferentes. O primeiro deles foi justamente Arleto Guedes, que não resistiu a um primeiro turno com muitos pontos perdidos contra equipes menores. O Júlio César venceu-o por 1–0 em plena Curuzu naquela fase e ao fim do turno foi a equipe mais bem colocada abaixo do trio principal formado por Paysandu, Remo e Tuna Luso. No segundo turno, treinado por Gentil Cardoso, o Paysandu novamente não pôde derrotar em casa o Júlio César, que conseguiu empatar em 2–2.
O "Julico", adiante, chegou à final do segundo turno, reencontrando o Paysandu. Mais embalado, o adversário dessa vez levou a melhor, em duas partidas no neutro estádio da Tuna: 2–1 e 4–0, arrancando para confirmar o título em finalíssimas contra o rival Remo, vencedor do primeiro turno. Vila, por sua vez, era o centroavante daquele surpreendente Júlio César, e terminou recomendado ao campeão pelo próprio Gentil Cardoso. O valor da transferência foi de 150 cruzeiros, com Vila recebendo dez cruzeiros de salário fixo inicial.

### Primeiros anos de Paysandu
Vila marcou em seu primeiro clássico Re-Pa. Foi em vitória por 3-2 sobre o arquirrival, em amistoso na Curuzu agendado em 21 de junho exatamente para que o visitantes entregassem aos alviazuis as faixas de campeões do estadual de 1961, só finalizado já em abril de 1962. Para o estadual próprio de 1962, Gentil Cardoso foi mantido como técnico do Paysandu, assim como a equipe-base, que pouco se alterou. Uma das mudanças foi a chegada de Vila, alinhado como meia-direita na campanha de novo título, conquistado sem maiores dificuldades. Seus dois primeiro gols no campeonato, curiosamente, vieram contra os ex-colegas do Júlio César, sendo os dois da vitória por 2–1 na Curuzu. Vila também destacou com três gols em uma só partida, na goleada de 4–1 sobre o Avante, e outros dois sobre o Júlio César, em vitória por 3-0.
Aquela conquista serviu para que o Paysandu ultrapassasse o rival Remo em número de títulos estaduais. Ao fim do ano, Vila fez sua única exibição pela seleção paraense: treinada por Gentil Cardoso, ela terminou precocemente eliminada na ocasião pelo Maranhão no Campeonato Brasileiro de Seleções Estaduais, em empate em 1–1 no estádio do Remo. Foi o último jogo da seleção do Pará até 1971.
Em paralelo, um tricampeonato estadual com o Paysandu veio em 1963 com a única turbulência ocorrendo em uma goleada sofrida de 7–1 no clássico com a Tuna Luso, já na rodada inicial do terceiro turno. Vila marcou três gols já na estreia; foram os três da vitória por 3-1 sobre o União Esportiva. No clássico com a Tuna no segundo turno, ele marcou duas vezes em empate em 3-3 na casa adversária. Vila também voltou a marcar em reencontros com o Júlio César, marcando um cada em vitória por 3-1 no segundo turno e por 4–1 no terceiro. Vila fez ao todo nove gols, sendo o segundo na artilharia do elenco campeão, abaixo dos quatorze de Carlos Alberto Urubu. Naquele ano, Vila também marcou gol em um Re-Pa amistoso vencido por 2–1 dentro do estádio remista, em abril.
O Remo voltou a ganhar o título em 1964, embora tenha perdido cinco Re-Pas naquele ano. Vila marcou em três dessas partidas: em amistoso vencido por 5–3, fazendo o último gol do clássico; em um dos Re-Pas do estadual, por 2–1, resultado que deu o título do primeiro turno à Tuna Luso; e em amistoso vencido por 2–0 já em dezembro. No segundo turno dele, Vila não jogou o Re-Pa e o rival venceu por 2–0, na penúltima rodada, realizada já em janeiro de 1965. Mas o Paysandu reagiu com um novo tricampeonato entre 1965 e 1967.
Em 1965, Vila alternou-se como centroavante, meia-esquerda e ponta-esquerda, em um ataque em que revezavam-se os reforços Edson Piola, Robilotta, além de Ércio, Laércio, Milton Dias, Milton Marabá e Oliveira. O estadual daquele ano, veio facilmente, com dez vitórias em doze jogos garantido em uma data festiva em 22 de novembro, na qual o Paysandu conseguiu também títulos estaduais nas categorias juvenil e aspirante. Vila marcou três vezes, um deles em vitória por 2–1 no clássico com a Tuna Luso. Além da conquista, outros momentos destacados ocorreram: o clube contratou o renomado goleiro Castilho, participante de quatro Copas do Mundo e vencedor de duas. E, com Vila presente, ganhou o título invicto em torneio internacional que reuniu Fast, Fortaleza e Transvaal.
Mas mais marcante ainda foi a vitória por 3–0 sobre o Peñarol, equipe das mais poderosas mundialmente na época  e que mantinha uma invencibilidade de treze partidas, com recentes vitórias contra brasileiros naquele ano sobre Santos (3–2, após derrota de 5–4, e 2–1, todos pela Taça Libertadores da América de 1965) e Fluminense (3–1 em amistoso no Maracanã). Vila participou da partida como um dos reservas usados, entrando no lugar de Edson Piola. A vitória sobre os uruguaios rendeu crônica de Nelson Rodrigues no jornal O Globo, na época.
O título estadual de 1966 teve o sabor extra de ocorrer no ano em que se celebravam os 350 anos da cidade de Belém,  o que motivou também um torneio municipal, igualmente vencido por Vila e o Paysandu, de forma invicta. O Estadual também veio de forma invicta, com Vila deslocado à ponta-direita em um ataque consolidado no meio com Robilotta e o reforço Bené. Vila marcou duas vezes, uma delas em vitória por 2–0 no clássico com a Tuna dentro do estádio cruzmaltino. Naquele ano, Vila também marcou o único gol de Re-Pa amistoso realizado em maio no estádio azulino, válido pelas comemorações do jubileu de prata da Federação Paraense de Desportos; no clássico, marcou ainda em outro amistoso, vencido por 3–1 em setembro.

### Anos finais de Paysandu
Vila foi novamente campeão estadual em 1967, mas só participou da estreia, marcando um gol no 6–1 sobre o Liberato de Castro; a ponta-direita foi revezada entre Zezinho e Okada. Em 1968, Vila e o Paysandu destacaram-se sobretudo pela vitória de 1–0, no estádio da Curuzu, sobre a seleção romena, uma das mais fortes da Europa na época e que se classificaria à Copa do Mundo FIFA de 1970. Vila esteve na titularidade como ponta-direita. Vila também marcou em o único gol em Re-Pa amistoso realizado em dezembro, já após o rival ter sido o campeão estadual de 1968.
O Paysandu voltou a ser campeão estadual em 1969. Vila formou dupla de centroavantes com Bené, com Robilotta desde o ano anterior defendendo o rival Remo. Vila destacou-se especialmente no primeiro turno, com quatro gols em seis partidas. No segundo, passou a revezar-se com Almir e Zezinho, titulares mais frequentes na ponta-direita. Na campanha, marcou na primeira das duas finalíssimas contra o Remo, em empate em 2–2 no estádio rival em clássico em que começou no banco, substituindo Zezinho no decorrer da partida - o rival vencida àquela altura por 2–0. O título viria na partida seguinte, com a vitória alviazul em casa por 2–0. Ao fim do ano, Vila também marcou em outro Re-Pa, em empate em 1–1 válido pelo Torneio Norte-Nordeste de 1969.
No torneio de 1970, passou à ponta-esquerda. A campeã do torneio, finalizado já no ano seguinte, foi a Tuna Luso. Por outro lado, ao longo de 1970 o Paysandu estabeleceu a maior quantidade de clássicos seguidos sem derrotas para o Remo: foram treze Re-Pas invictos entre 29 de janeiro e 9 de dezembro, incluindo um W.O.. Vila participou de sete clássicos dessa série, em que o Paysandu foi treinado por Arleto Guedes, descobridor do jogador.
Ainda em 1971, concluiu-se o campeonato próprio daquele ano. Foi uma conquista bastante celebrada: após o Paysandu vencer o primeiro turno e o Remo vencer o segundo, o título alviceleste veio com vitória de virada por 3–2 na prorrogação contra o arquirrival, que, com dois gols de Alcino, vencia por 2–0 em plena Curuzu, em outubro. A rivalidade jamais teve outra virada parecida. Vila, ponta-esquerda titular na campanha, considera esse o seu jogo mais inesquecível pelo clube. Assim relembrou a partida, mais de quarenta anos depois: "nós, como sempre fomos unidos, mesmo perdendo reviramos o placar. Foi o dia que mais corri em campo. Lembro-me de uma bola em que arranquei da nossa intermediária e levei à zaga do Remo, mas de tão cansado não consegui marcar".
Em 1972, Vila completou dez anos de Paysandu, sem haver sido expulso. Não poderia, porém, receber o Prêmio Belfort Duarte, oferecido a quem completava dez anos sem expulsões, em função da Federação Paraense de Futebol não dispor de um arquivo de súmulas. Para compensar a mágoa do jogador, o clube entregou-lhe uma medalha de ouro com a inscrição "a você, Vila, que é exemplo de disciplina, a homenagem do Paysandu Sport Club pelos 10 anos de clube". A homenagem foi prestada em pleno clássico Re-Pa pelo estadual de 1972. Inicialmente, o rival terminou sorrindo ao fim de uma partida que, em contraste, foi bastante tumultuada: foram expulsos Bené (por reclamação) e Alcino (após mostrou a genitália à torcida adversária depois de marcar um dos gols), o goleiro remista Dico foi lesionado e um diretor azulino agrediu um repórter. Nesse clássico intenso, o rival venceu por 2–0 e terminou campeão do primeiro turno, no estádio da Tuna Luso.
Inicialmente, o Paysandu não se recuperou: perdeu por 2–1 os dois clássicos no segundo turno, contra Tuna (campeã) e Remo. Mas venceu o terceiro turno, forçando um triangular entre as três principais forças do Estado. Embora perdesse a titularidade no terceiro turno, Vila permaneceu como um reserva frequentemente usado, incluindo na partida derradeira contra o Remo no triangular. Àquela altura, o empate favorecia os alviazuis. Em outro jogo cheio de incidentes, houve paralisação por oitenta minutos após a energia do estádio remista ser desligada, com os mandantes vencendo por 1–0 graças a gol inicialmente invalidado, mas convalidado após constatação de um furo na rede. Quando as luzes foram reacesas, constatou-se o sumiço das redes. O jogo só prosseguiu pela proatividade da direção do Paysandu em, sob escolta da Polícia Militar, buscar outras redes no próprio estádio do clube, a duas quadras. O "Papão" conseguiu o empate em 1–1 e terminou campeão, em noite de nova expulsão do adversário Alcino e do também remista Neves.
Considerado o maior ídolo do Remo, o polêmico Alcino já defendia o clube desde o fim de 1970, mas só conseguiu ser campeão após a aposentadoria de veteranos ícones remanescentes do Paysandu da década de 1960, fato assumido na própria biografia de Alcino publicada em 2017. Bené e Quarentinha deixaram os alviazuis após a conquista de 1972 (ainda que Bené voltasse rapidamente no fim de 1974).
Vila ainda pôde marcar gol em Re-Pa em que o rival venceu por 2–1 na penúltima rodada do segundo turno do estadual de 1973 - adiante, os azulinos confirmaram o título paraense por antecipação ao empatar em 0–0 com a Tuna Luso. O Remo, posteriormente, voltaria a conseguir títulos seguidos pela primeira vez desde 1954, logrando um tricampeonato entre 1973 e 1975, período em que chegou a abrir 24 jogos seguidos de invencibilidade no Re-Pa, entre 17 de abril de 1973 e 10 de março de 1976. Vila já não chegou a jogar o clássico em 1974, ano em que decidiu parar de jogar.  Segue no Paysandu atualmente, como um dos "beneméritos atletas" do Conselho Deliberativo do clube.

## Títulos
Júlio César
- Torneio Início: 1960

Paysandu
- Campeonato Paraense de Futebol: 1962, 1963, 1965, 1966, 1967, 1969, 1971 e 1972